# پاینده بادا ایران
پاینده بادا ایران نخستین سرود ملی رسمی جمهوری اسلامی ایران است که پس از انقلاب، براساس شعری از ابوالقاسم حالت و موسیقی محمد بیگلری‌پور ساخته شد. در فاصله زمانی سال ۱۳۵۸ تا سال ۱۳۷۱ از این سرود به عنوان سرود ملی و رسمی ایران استفاده می‌شد. برخی معتقدند که آهنگ ساخته شده برای آن به سرود شاهنشاهی شباهت داشت.

## ساخت
این سرود با همکاری محمد بیگلری‌پور و ابوالقاسم حالت و در فاصله زمانی ۲۵ بهمن تا ۱۵ اسفند سال ۱۳۵۷ ساخته شد. کار ساخت سرود در اسفندماه سال ۱۳۵۷ به پایان رسید و به علت تعطیلی استودیوهای صدا و سیما در آن زمان، این کار با ارکستر سمفونیک و گروه کر و در خارج از صدا و سیما اجرا شد. در ۱۲ فروردین ۱۳۵۸ پس از اعلام نتیجهٔ همه‌پرسی نظام جمهوری اسلامی در ایران توسط آیت‌الله خمینی، این سرود پخش شد.

## متن سرود
| شُد جمهوری اسلامی به پا  |  | که هم دین دهد هم دنیا به ما  |
| از انقلاب ایران دِگر     |  | کاخ ستم گشته زیر و زِبَر       |
| تصویر آیندهٔ ما،         |  | نقش مراد ماست                |
| نیروی پایندهٔ ما،        |  | ایمان و اتحاد ماست           |
| یاریگر ما دست خداست     |  | ما را در این نبرد او رهنماست |
| در سایهٔ قرآن جاودان     |  |                              |
| پاینده بادا ایران       |  |                              |
| ....                    |  |                              |
| آزادی چو گل‌ها در خاک ما |  | شکفته شد از خون پاک ما       |
| ایران فرستد با این سرود |  | رزمندگان وطن را درود         |
| آیین جمهوری ما          |  | پشت و پناه ماست              |
| سود سلحشوری ما          |  | آزادی و رفاه ماست            |
| شام سیاه سختی گذشت      |  | خورشید بخت ما تابنده گشت     |
| در سایهٔ قرآن جاودان     |  |                              |
| پاینده بادا ایران       |  |                              |

## علت کنارگذاری سرود پاینده بادا ایران
مشفق کاشانی در کتاب «خلوت انس» که دربرگیرنده شرح احوال و آثار و مکاتبات ادبی تنی چند از شعرای معاصر است، می‌نویسد:
نخستین سرود جمهوری اسلامی ایران [پاینده بادا ایران]، طولانی و برای اجرا در مجامع بین‌الملی مناسب به نظر نمی‌رسید مقرر شد سرودی دیگر ساخته شود. از بین تعداد زیادی آهنگ که توسط آهنگ‌سازان مشهور آماده شد، تنها آهنگ حسن ریاحی که اجرای آن ۵۹ ثانیه وقت می‌گیرد مورد تصویب قرار گرفت. سپس از میان ده دوازده شعری که توسط شاعران شورای عالی شعر صداوسیما بر اساس ملودی مورد بحث سروده شده بود، سرود ساعد باقری [ سرود ملی ایران] به اتفاق آراء انتخاب و با تغییراتی جزئی آماده اجرا گردید.